# South Greenfield
South Greenfield är en ort i Dade County i Missouri.  Vid 2010 års folkräkning hade South Greenfield 90 invånare.